# 史蒂芬妮婭·阿拉迪亞斯
史蒂芬妮婭·阿拉迪亞斯（西班牙語：Stefanía Aradillas，1994年9月15日—）是一名出生於墨西哥墨西哥城的壘球選手，司職外野手。她曾隨隊參加2017年泛美女子壘球錦標賽，結果獲得銀牌。

## 外部連結
- 史蒂芬妮婭·阿拉迪亞斯的Facebook專頁
- 史蒂芬妮婭·阿拉迪亞斯的X（前Twitter）
- 史蒂芬妮婭·阿拉迪亞斯的Instagram帳戶